# Christian Peder Kryssing
Christian Peder Kryssing (ur. 7 lipca 1891, zm. 1976) – duński wojskowy, dowódca Frikorps Danmark podczas II wojny światowej.
W okresie przedwojennym służył w armii duńskiej w stopniu oberstløjtnanta artylerii. Jego poglądy były konserwatywne, ale nie nazistowskie. Po utworzeniu Frikorps Danmark 19 lipca 1941 r. został jego pierwszym dowódcą w stopniu SS-Obersturmbannführera. Wkrótce formację przeniesiono do Hamburga w celu przeszkolenia wojskowego. Tam Ch. P. Kryssing z powodu swoich poglądów został przez Reichsführera SS Heinricha Himmlera pozbawiony funkcji dowódcy 23 lutego 1942 r. Zaproponowano mu wówczas opuszczenie szeregów Waffen-SS i powrót do Danii lub przejście do jakiejś niemieckiej dywizji Waffen-SS. Ch. P. Kryssing wybrał wstąpienie do 3 Dywizji Pancernej SS „Totenkopf”, w której został oficerem artylerii w sztabie. Następnie przeszedł do 5 Dywizji Pancernej SS „Wiking”. W grudniu 1943 r. stanął na czele Kampfgruppe „Küste” w sile ok. 9 tys. ludzi, walczącej w rejonie Narwy w Estonii. W sierpniu 1944 r. awansował do stopnia SS-Brigadenführera. Po zakończeniu wojny został aresztowany i w listopadzie 1946 r. skazany na karę 8 lat więzienia, zredukowaną następnie do 4 lat.
Obaj synowie Ch. P. Kryssinga wstąpili do Waffen-SS i zginęli na froncie wschodnim.